# Base Aérea Generalísimo Francisco de Miranda
La Base Aérea Generalísimo Francisco de Miranda (BAGEM; IATA: N/A, ICAO: SVFM), también llamada informalmente Base Aérea La Carlota, es una base militar y espacio multipropósito que se encuentra en el este del área metropolitana de Caracas, en jurisdicción del Estado Miranda al centro norte del país sudamericano de Venezuela.
El aeropuerto lleva el nombre de Francisco de Miranda militar, primer comandante en jefe de los ejércitos venezolanos y político venezolano, aunque muchas personas se refieren a este sector con un nombre más corto, simplemente como La Carlota.

## Historia
Comenzó como la hacienda "La Carlota", pero fue transformada en aeropuerto civil y militar en abril de 1946. En 1961 cuando se crea el Parque del Este el aeropuerto ya había perdido su vínculo con esos terrenos. La base es vinculada a la Casa militar. En 1962 se creó el Destacamento Aéreo Especial La Carlota, pero el 22 de julio de 1966 el destacamento es elevado a la actual Base.
En 2002 es declarada zona de seguridad Militar, y en 2007 el instituto de patrimonio cultural la declara bien de interés cultural. Para 2008 se acuerda su transformación progresiva en un espacio público y para 2014 se prohíben los vuelos.
Este aeropuerto está cerrado al uso público desde 2005. Sólo se utiliza para ciertos fines militares y vuelos aeromedicos (EMS). Se han elaborado diversos proyectos para transformarlo y aprovechar el gran espacio disponible, se ha propuesto construir desde viviendas hasta estadios, pero finalmente se han iniciado obras para transformarlo parcialmente en el parque Bolívar.
Durante las protestas en Venezuela de 2017, un efectivo militar de la aviación disparó con una escopeta desde la parte interna de la base aérea y asesinó al estudiante David Vallenilla durante una manifestación. Vallenilla fue herido en el tórax e ingresó a la clínica El Ávila sin signos vitales.

## Descripción
Se trata de una terreno de 103 hectáreas con pistas e instalaciones militares. Está bordeado por el norte por la Autopista Francisco Fajardo que cruza de oeste a este la ciudad de Caracas y por el Parque del Este Generalísimo Francisco de Miranda. Muy cerca se localiza la Residencia Presidencial La Casona. Al oeste se localiza el Distribuidor El Ciempiés y hacia el este se encuentra el Distribuidor Los Ruices, por el Sur se encuentran los sectores de Caurimare, Lomas de las Mercedes y la Avenida Río de Janeiro.